# Manchester United F.C. mùa giải 2008–09
Mùa giải 2008–09 là mùa giải thứ 17 của Manchester United tại Premier League và là mùa giải thứ 34 liên tiếp của họ ở giải đấu hàng đầu của bóng đá Anh. Sau khi giành chức vô địch Premier League thứ ba liên tiếp lần thứ hai để san bằng kỷ lục 18 chức vô địch của Liverpool, đội đã đặt mục tiêu trở thành đội đầu tiên bảo vệ thành công cúp C1 kể từ khi AC Milan làm được điều đó vào năm 1990. Tuy nhiên, họ đã bị đánh bại với tỷ số 2–0 bởi Barcelona trong trận chung kết tại Sân vận động Olimpico ở Rome vào ngày 27 tháng 5 năm 2009. 
United bắt đầu mùa giải của họ vào tháng 8 năm 2008 bằng chiến thắng Community Shield.  Vào tháng 12 năm 2008, câu lạc bộ trở thành đội bóng Anh đầu tiên vô địch FIFA Club World Cup khi họ đánh bại LDU Quito 1–0 trong trận chung kết.  Hai tháng sau, vào ngày 1 tháng 3 năm 2009, câu lạc bộ đã thêm Cúp Liên đoàn 2008–09 vào tủ danh hiệu của mình với chiến thắng 4–1 trong loạt sút luân lưu trước Tottenham Hotspur sau 120 phút không bàn thắng trong trận chung kết.
United đã giành được chức vô địch Premier League thứ ba liên tiếp với trận hòa không bàn thắng trên sân nhà trước Arsenal vào ngày 16 tháng 5 năm 2009. Điều này khiến họ trở thành đội đầu tiên giành được ba danh hiệu hàng đầu nước Anh liên tiếp trong hai lần riêng biệt, trước đó họ đã làm được điều này từ năm 1999 đến 2001.

## Giao hữu trước mùa giải
Sau khi mất trợ lý huấn luyện viên Carlos Queiroz cho Đội tuyển bóng đá quốc gia Bồ Đào Nha,  Manchester United bắt đầu lịch trình trước mùa giải của họ vào ngày 12 tháng 7 năm 2008 với chuyến đi đến Sân vận động Pittodrie để đấu với đội bóng cũ của Sir Alex Ferguson, Aberdeen. Lịch thi đấu là để kỷ niệm 25 năm ngày Dons giành được Cúp các nhà vô địch Cúp C1 châu Âu, mà chính Ferguson là người quản lý.Manchester United đã thắng trận đấu với tỷ số 2–0, với một quả phạt đền của Michael Carrick và một cú đánh đầu của Wayne Rooney.
Sau đó, đội lên đường đến Nam Phi để thi đấu trong Thử thách Vodacom năm 2008. Giải đấu bắt đầu với việc United hòa 1-1 với Kaizer Chiefs ở Cape Town, trước khi chuyển đến Durban để đấu với Orlando Pirates ba ngày sau đó; họ thắng trận 1–0.  Vào ngày 24 tháng 7, Kaizer Chiefs đánh bại Orlando Pirates ở Port Elizabeth và được thưởng thêm một trận đấu với Manchester United ở Pretoria vào ngày 26 tháng 7.  United đã thắng trận 4–0 để vượt qua Vodacom Challenge, với các bàn thắng của Ryan Giggs, Wayne Rooney, Tom Cleverley và Fraizer Campbell.
Trên đường trở về từ Nam Phi, United dừng chân ở Abuja, Nigeria, vào ngày 27 tháng 7, nơi họ giành chiến thắng 2-1 trước Portsmouth, với các bàn thắng của Eagles và Carlos Tevez.  Thật trùng hợp, đây là "buổi giới thiệu trang phục" cho Community Shield vào ngày 10 tháng 8. Đây cũng là chuyến đi đầu tiên của United đến Nigeria, nơi có lượng người hâm mộ lớn thứ tư của câu lạc bộ, với 13,6 triệu người ủng hộ.  Khi trở về từ Châu Phi, đội Manchester United đã tham gia vào lời chứng thực của Ole Gunnar Solskjær vào ngày 2 tháng 8 năm 2008. Trận đấu diễn ra tại Old Trafford với RCD Espanyol,  đã thắng United 1–0. Người chiến thắng được ghi ở phút 82 bởi Fraizer Campbell.  Trận đấu này được theo sau bởi hai trận giao hữu nữa; đầu tiên, chiến thắng 2–0 trước Peterborough United, do con trai của Sir Alex và cựu cầu thủ Darren của United quản lý, vào ngày 4 tháng 8 tại Sân vận động London Road, và sau đó là trận hòa 0–0 trước gã khổng lồ Ý Juventus tại Old Trafford vào ngày 6 tháng 8.
| Ngày                     | Đối thủ             | Sân nhà/sân khách | Kết quả | Cầu thủ ghi bàn                                    | Số lượng khán giả |
| ------------------------ | ------------------- | ----------------- | ------- | -------------------------------------------------- | ----------------- |
| ngày 12 tháng 7 năm 2008 | Aberdeen            | A                 | 2–0     | Carrick 45' (pen.), Rooney 70'                     | 22,192            |
| ngày 19 tháng 7 năm 2008 | Kaizer Chiefs       | N                 | 1–1     | Eagles 60'                                         |                   |
| ngày 22 tháng 7 năm 2008 | Orlando Pirates     | N                 | 1–0     | Martin 23'                                         | 50,000            |
| ngày 26 tháng 7 năm 2008 | Kaizer Chiefs       | N                 | 4–0     | Giggs 40', Rooney 57', Cleverley 62', Campbell 86' |                   |
| ngày 27 tháng 7 năm 2008 | Portsmouth          | N                 | 2–1     | Eagles 50', Tevez 65'                              |                   |
| ngày 2 tháng 8 năm 2008  | Espanyol            | H                 | 1–0     | Campbell 82'                                       | 68,868            |
| ngày 4 tháng 8 năm 2008  | Peterborough United | A                 | 2–0     | R. Martin 38' (o.g.), Gibson 68'                   | 13,042            |
| ngày 6 tháng 8 năm 2008  | Juventus            | H                 | 0–0     |                                                    | 69,872            |

## Siêu cúp Anh
Quỷ đỏ giành được chức vô địch FA Community Shield 2008 với tỷ số 3–1 trên chấm phạt đền trước đội vô địch FA Cup 2007–08 Portsmouth sau khi trận đấu kết thúc với tỷ số 0–0 sau 90 phút vào ngày 10 tháng 8.  Đó là trận đấu thứ hai của United trước Portsmouth trong vòng hai tuần.
| Ngày                     | Đối thủ    | Sân nhà/sân khách | Kết quả    | Cầu thủ ghi bàn | Số lượng khán giả |
| ------------------------ | ---------- | ----------------- | ---------- | --------------- | ----------------- |
| ngày 10 tháng 8 năm 2008 | Portsmouth | N                 | 0–0 (3–1p) |                 | 84,808            |

## Siêu cúp châu Âu
Vào cuối tháng 8, sau khi mùa giải Premier League bắt đầu, United, với tư cách là đội vô địch UEFA Champions League 2007–08, đã đến Monaco để dự Siêu cúp châu Âu 2008 gặp đội vô địch UEFA Cup là Zenit St.Petersburg. Tuy nhiên, họ đã dẫn trước 2–0 trong giờ đầu tiên của trận đấu, và một bàn thắng của Nemanja Vidić là không đủ để cứu họ khỏi thất bại. Pha bóng chạm tay của Paul Scholes ở phút 90 đã khiến anh nhận thẻ vàng thứ hai trong trận, đồng nghĩa với việc anh sẽ bỏ lỡ trận mở màn UEFA Champions League của Quỷ đỏ với Villarreal. 
| Ngày                     | Đối thủ                | Sân nhà/sân khách | Kết quả | Cầu thủ ghi bàn | Số lượng khán giả |
| ------------------------ | ---------------------- | ----------------- | ------- | --------------- | ----------------- |
| ngày 29 tháng 8 năm 2008 | Zenit Saint Petersburg | N                 | 1–2     | Vidić 73'       | 18,064            |

## Ngoại hạng Anh
| Ngày                      | Đối thủ              | Sân nhà/sân khách | Kết quả | Cầu thủ ghi bàn                                                | Số lượng khán giả | Thứ hạng |
| ------------------------- | -------------------- | ----------------- | ------- | -------------------------------------------------------------- | ----------------- | -------- |
| ngày 17 tháng 8 năm 2008  | Newcastle United     | H                 | 1–1     | Fletcher 24'                                                   | 75,512            | 10th     |
| ngày 25 tháng 8 năm 2008  | Portsmouth           | A                 | 1–0     | Fletcher 32'                                                   | 20,540            | 5th      |
| ngày 13 tháng 9 năm 2008  | Liverpool            | A                 | 1–2     | Tevez 3'                                                       | 44,192            | 9th      |
| ngày 21 tháng 9 năm 2008  | Chelsea              | A                 | 1–1     | Park 18'                                                       | 41,760            | 15th     |
| ngày 27 tháng 9 năm 2008  | Bolton Wanderers     | H                 | 2–0     | Ronaldo 60' (pen.), Rooney 77'                                 | 75,484            | 8th      |
| ngày 4 tháng 10 năm 2008  | Blackburn Rovers     | A                 | 2–0     | Brown 31', Rooney 64'                                          | 27,321            | 6th      |
| ngày 18 tháng 10 năm 2008 | West Bromwich Albion | H                 | 4–0     | Rooney 56', Ronaldo 69', Berbatov 72', Nani 90'                | 75,451            | 4th      |
| ngày 25 tháng 10 năm 2008 | Everton              | A                 | 1–1     | Fletcher 22'                                                   | 36,069            | 5th      |
| ngày 29 tháng 10 năm 2008 | West Ham United      | H                 | 2–0     | Ronaldo (2) 14', 30'                                           | 75,397            | 6th      |
| ngày 1 tháng 11 năm 2008  | Hull City            | H                 | 4–3     | Ronaldo (2) 3', 44', Carrick 29', Vidić 57'                    | 75,398            | 3rd      |
| ngày 8 tháng 11 năm 2008  | Arsenal              | A                 | 1–2     | Rafael 90'                                                     | 60,106            | 4th      |
| ngày 15 tháng 11 năm 2008 | Stoke City           | H                 | 5–0     | Ronaldo (2) 3', 89', Carrick 45+1', Berbatov 49', Welbeck 84'  | 75,369            | 3rd      |
| ngày 22 tháng 11 năm 2008 | Aston Villa          | A                 | 0–0     |                                                                | 42,585            | 3rd      |
| ngày 30 tháng 11 năm 2008 | Manchester City      | A                 | 1–0     | Rooney 42'                                                     | 47,320            | 3rd      |
| ngày 6 tháng 12 năm 2008  | Sunderland           | H                 | 1–0     | Vidić 90+1'                                                    | 75,400            | 3rd      |
| ngày 13 tháng 12 năm 2008 | Tottenham Hotspur    | A                 | 0–0     |                                                                | 35,882            | 3rd      |
| ngày 26 tháng 12 năm 2008 | Stoke City           | A                 | 1–0     | Tevez 83'                                                      | 27,500            | 3rd      |
| ngày 29 tháng 12 năm 2008 | Middlesbrough        | H                 | 1–0     | Berbatov 69'                                                   | 75,294            | 3rd      |
| ngày 11 tháng 1 năm 2009  | Chelsea              | H                 | 3–0     | Vidić 45', Rooney 63', Berbatov 86'                            | 75,455            | 3rd      |
| ngày 14 tháng 1 năm 2009  | Wigan Athletic       | H                 | 1–0     | Rooney 1'                                                      | 73,917            | 2nd      |
| ngày 17 tháng 1 năm 2009  | Bolton Wanderers     | A                 | 1–0     | Berbatov 90'                                                   | 26,021            | 1st      |
| ngày 27 tháng 1 năm 2009  | West Bromwich Albion | A                 | 5–0     | Berbatov 22', Tevez 44', Vidić 60', Ronaldo (2) 65', 73'       | 26,105            | 1st      |
| ngày 31 tháng 1 năm 2009  | Everton              | H                 | 1–0     | Ronaldo 44' (pen.)                                             | 75,399            | 1st      |
| ngày 8 tháng 2 năm 2009   | West Ham United      | A                 | 1–0     | Giggs 62'                                                      | 34,958            | 1st      |
| ngày 18 tháng 2 năm 2009  | Fulham               | H                 | 3–0     | Scholes 12', Berbatov 29', Rooney 62'                          | 75,437            | 1st      |
| ngày 21 tháng 2 năm 2009  | Blackburn Rovers     | H                 | 2–1     | Rooney 23', Ronaldo 60'                                        | 75,000            | 1st      |
| ngày 4 tháng 3 năm 2009   | Newcastle United     | A                 | 2–1     | Rooney 20', Berbatov 56'                                       | 51,636            | 1st      |
| ngày 14 tháng 3 năm 2009  | Liverpool            | H                 | 1–4     | Ronaldo 23' (pen.)                                             | 75,569            | 1st      |
| ngày 21 tháng 3 năm 2009  | Fulham               | A                 | 0–2     |                                                                | 25,652            | 1st      |
| ngày 5 tháng 4 năm 2009   | Aston Villa          | H                 | 3–2     | Ronaldo (2) 13', 81', Macheda 90+3'                            | 75,409            | 1st      |
| ngày 11 tháng 4 năm 2009  | Sunderland           | A                 | 2–1     | Scholes 19', Macheda 75'                                       | 45,408            | 1st      |
| ngày 22 tháng 4 năm 2009  | Portsmouth           | H                 | 2–0     | Rooney 9', Carrick 82'                                         | 74,895            | 1st      |
| ngày 25 tháng 4 năm 2009  | Tottenham Hotspur    | H                 | 5–2     | Ronaldo (2) 56' (pen.), 68', Rooney (2) 67', 71', Berbatov 79' | 75,458            | 1st      |
| ngày 2 tháng 5 năm 2009   | Middlesbrough        | A                 | 2–0     | Giggs 25', Park 51'                                            | 33,767            | 1st      |
| ngày 10 tháng 5 năm 2009  | Manchester City      | H                 | 2–0     | Ronaldo 17', Tevez 45'                                         | 75,464            | 1st      |
| ngày 13 tháng 5 năm 2009  | Wigan Athletic       | A                 | 2–1     | Tevez 61', Carrick 86'                                         | 21,286            | 1st      |
| ngày 16 tháng 5 năm 2009  | Arsenal              | H                 | 0–0     |                                                                | 75,468            | 1st      |
| ngày 24 tháng 5 năm 2009  | Hull City            | A                 | 1–0     | Gibson 24'                                                     | 24,945            | 1st      |

## FA Cup
| Ngày                     | Vòng    | Đối thủ           | Sân nhà/sân khách | Kết quả             | Cầu thủ ghi bàn                                | Số lượng khán giả |
| ------------------------ | ------- | ----------------- | ----------------- | ------------------- | ---------------------------------------------- | ----------------- |
| ngày 4 tháng 1 năm 2009  | Vòng 3  | Southampton       | A                 | 3–0                 | Welbeck 20', Nani 47' (pen.), Gibson 81'       | 31,901            |
| ngày 24 tháng 1 năm 2009 | Vòng 4  | Tottenham Hotspur | H                 | 2–1                 | Scholes 35', Berbatov 36'                      | 75,014            |
| ngày 15 tháng 2 năm 2009 | Vòng 5  | Derby County      | A                 | 4–1                 | Nani 29', Gibson 43', Ronaldo 48', Welbeck 81' | 32,103            |
| ngày 7 tháng 3 năm 2009  | Vòng 6  | Fulham            | A                 | 4–0                 | Tevez (2) 20', 35', Rooney 50', Park 81'       | 24,662            |
| ngày 19 tháng 4 năm 2009 | Bán kết | Everton           | N                 | 0–0 (s.h.p.) (2–4p) |                                                | 88,141            |

## Cúp EFL
| Date                      | Round                 | Opponents           | H / A | Result F–A         | Scorers                                             | Attendance |
| ------------------------- | --------------------- | ------------------- | ----- | ------------------ | --------------------------------------------------- | ---------- |
| ngày 23 tháng 9 năm 2008  | Round 3               | Middlesbrough       | H     | 3–1                | Ronaldo 25', Giggs 79', Nani 90+5'                  | 53,729     |
| ngày 11 tháng 11 năm 2008 | Round 4               | Queens Park Rangers | H     | 1–0                | Tevez 76' (pen.)                                    | 62,539     |
| ngày 3 tháng 12 năm 2008  | Round 5               | Blackburn Rovers    | H     | 5–3                | Tevez (4) 35', 50' (pen.), 54', 90+4', Nani 40'     | 53,997     |
| ngày 7 tháng 1 năm 2009   | Semi-final First leg  | Derby County        | A     | 0–1                |                                                     | 30,194     |
| ngày 20 tháng 1 năm 2009  | Semi-final Second leg | Derby County        | H     | 4–2                | Nani 16', O'Shea 22', Tevez 34', Ronaldo 87' (pen.) | 73,374     |
| ngày 1 tháng 3 năm 2009   | Final                 | Tottenham Hotspur   | N     | 0–0 (a.e.t.; 4–1p) |                                                     | 88,217     |

## UEFA Champions League

### Vòng bảng
| Ngày                      | Đối thủ    | Sân nhà/sân khách | Kết quả | Cầu thủ ghi bàn                   | Số lượng khán giả | Thứ hạng |
| ------------------------- | ---------- | ----------------- | ------- | --------------------------------- | ----------------- | -------- |
| ngày 17 tháng 9 năm 2008  | Villarreal | H                 | 0–0     |                                   | 74,944            | 1st      |
| ngày 30 tháng 9 năm 2008  | Aalborg BK | A                 | 3–0     | Rooney 22', Berbatov (2) 55', 79' | 10,346            | 1st      |
| ngày 21 tháng 10 năm 2008 | Celtic     | H                 | 3–0     | Berbatov (2) 30', 51', Rooney 76' | 74,655            | 1st      |
| ngày 5 tháng 11 năm 2008  | Celtic     | A                 | 1–1     | Giggs 84'                         | 58,903            | 1st      |
| ngày 25 tháng 11 năm 2008 | Villarreal | A                 | 0–0     |                                   | 22,529            | 1st      |
| ngày 10 tháng 12 năm 2008 | Aalborg BK | H                 | 2–2     | Tevez 3', Rooney 52'              | 74,382            | 1st      |

### Vòng Knockout
| Ngày                     | Đối thủ             | Sân nhà/sân khách | Kết quả | Cầu thủ ghi bàn | Số lượng khán giả             |        |
| ------------------------ | ------------------- | ----------------- | ------- | --------------- | ----------------------------- | ------ |
| ngày 24 tháng 2 năm 2009 | Vòng 16 đội-Lượt đi | Internazionale    | A       | 0–0             |                               | 80,018 |
| ngày 11 tháng 3 năm 2009 | Vòng 16 đội-Lượt về | Internazionale    | H       | 2–0             | Vidić 4', Ronaldo 49'         | 74,769 |
| ngày 7 tháng 4 năm 2009  | Tứ kết-Lượt đi      | Porto             | H       | 2–2             | Rooney 15', Tevez 85'         | 74,517 |
| ngày 15 tháng 4 năm 2009 | Tứ kết-Lượt về      | Porto             | A       | 1–0             | Ronaldo 6'                    | 50,010 |
| ngày 29 tháng 4 năm 2009 | Bán kết-Lượt đi     | Arsenal           | H       | 1–0             | O'Shea 17'                    | 74,733 |
| ngày 5 tháng 5 năm 2009  | Bán kết-Lượt về     | Arsenal           | A       | 3–1             | Park 8', Ronaldo (2) 11', 61' | 59,867 |
| ngày 27 tháng 5 năm 2009 | Chung kết           | Barcelona         | N       | 0–2             |                               | 62.467 |

## FIFA Club World Cup 2008
| Ngày                      | Vòng      | Đối thủ     | Sân nhà/sân khách | Kết quả | Cầu thủ ghi bàn                                             | Số lượng khán giả |
| ------------------------- | --------- | ----------- | ----------------- | ------- | ----------------------------------------------------------- | ----------------- |
| ngày 18 tháng 12 năm 2008 | Bán kết   | Gamba Osaka | N                 | 5–3     | Vidić 28', Ronaldo 45+1', Rooney (2) 75', 79', Fletcher 78' | 67,618            |
| ngày 21 tháng 12 năm 2008 | Chung kết | LDU Quito   | N                 | 1–0     | Rooney 73'                                                  | 68,682            |

## Đội hình
| Số áo. | Vị trí. | Cầu thủ           | Ngoại hạng Anh | Ngoại hạng Anh | FA Cup | FA Cup | Cúp liên đoàn | Cúp liên đoàn | Cúp châu Âu | Cúp châu Âu | Khác | Khác | Tổng cộng | Tổng cộng | Thẻ phạt | Thẻ phạt |
| Số áo. | Vị trí. | Cầu thủ           | Trận           | Bàn            | Trận   | Bàn    | Trận          | Bàn           | Trận        | Bàn         | Trận | Bàn  | Trận      | Bàn       |          |          |
| ------ | ------- | ----------------- | -------------- | -------------- | ------ | ------ | ------------- | ------------- | ----------- | ----------- | ---- | ---- | --------- | --------- | -------- | -------- |
| 1      | TM      | Edwin van der Sar | 33             | 0              | 2      | 0      | 0             | 0             | 10          | 0           | 4    | 0    | 49        | 0         | 1        | 0        |
| 2      | HV      | Gary Neville (c)  | 13(3)          | 0              | 2      | 0      | 3             | 0             | 3(1)        | 0           | 3(1) | 0    | 24(5)     | 0         | 3        | 0        |
| 3      | HV      | Patrice Evra      | 28             | 0              | 2(1)   | 0      | 1(1)          | 0             | 10(1)       | 0           | 4    | 0    | 45(3)     | 0         | 7        | 0        |
| 4      | TV      | Owen Hargreaves   | 1(1)           | 0              | 0      | 0      | 0             | 0             | 1           | 0           | 0    | 0    | 2(1)      | 0         | 0        | 0        |
| 5      | HV      | Rio Ferdinand     | 24             | 0              | 3      | 0      | 1             | 0             | 11          | 0           | 4    | 0    | 43        | 0         | 3        | 0        |
| 6      | TV      | Wes Brown         | 6(2)           | 1              | 0      | 0      | 1             | 0             | 0(2)        | 0           | 0(2) | 0    | 7(6)      | 1         | 3        | 0        |
| 7      | TV      | Cristiano Ronaldo | 31(2)          | 18             | 2      | 1      | 2(2)          | 2             | 11(1)       | 4           | 2    | 1    | 48(5)     | 26        | 9        | 1        |
| 8      | TV      | Anderson          | 11(6)          | 0              | 3      | 0      | 5(1)          | 0             | 7(2)        | 0           | 3    | 0    | 29(9)     | 0         | 1        | 0        |
| 9      | TĐ      | Louis Saha        | 0              | 0              | 0      | 0      | 0             | 0             | 0           | 0           | 0    | 0    | 0         | 0         | 0        | 0        |
| 9      | TĐ      | Dimitar Berbatov  | 29(2)          | 9              | 2(1)   | 1      | 0             | 0             | 5(4)        | 4           | 0    | 0    | 36(7)     | 14        | 2        | 0        |
| 10     | TĐ      | Wayne Rooney      | 25(5)          | 12             | 1(1)   | 1      | 0(1)          | 0             | 11(2)       | 4           | 2(1) | 3    | 39(10)    | 20        | 9        | 1        |
| 11     | TV      | Ryan Giggs (vc)   | 15(13)         | 2              | 2      | 0      | 3(1)          | 1             | 6(5)        | 1           | 2    | 0    | 28(19)    | 4         | 0        | 0        |
| 12     | TM      | Ben Foster        | 2              | 0              | 3      | 0      | 3             | 0             | 1           | 0           | 0    | 0    | 9         | 0         | 0        | 0        |
| 13     | TV      | Park Ji-sung      | 21(4)          | 2              | 3      | 1      | 1             | 0             | 5(4)        | 1           | 1(1) | 0    | 31(9)     | 4         | 5        | 0        |
| 14     | TV      | Zoran Tošić       | 0(2)           | 0              | 0(1)   | 0      | 0             | 0             | 0           | 0           | 0    | 0    | 0(3)      | 0         | 0        | 0        |
| 15     | HV      | Nemanja Vidić     | 33(1)          | 4              | 4      | 0      | 2(2)          | 0             | 9           | 1           | 4    | 2    | 52(3)     | 7         | 9        | 2        |
| 16     | TV      | Michael Carrick   | 24(4)          | 4              | 3      | 0      | 0(1)          | 0             | 9           | 0           | 1(1) | 0    | 37(6)     | 4         | 3        | 0        |
| 17     | TV      | Nani              | 7(6)           | 1              | 2      | 2      | 6             | 3             | 6(1)        | 0           | 3    | 0    | 24(7)     | 6         | 2        | 0        |
| 18     | TV      | Paul Scholes      | 14(7)          | 2              | 1(1)   | 1      | 2(1)          | 0             | 3(3)        | 0           | 3    | 0    | 23(12)    | 3         | 6        | 2        |
| 19     | TĐ      | Danny Welbeck     | 1(2)           | 1              | 3(2)   | 2      | 4(1)          | 0             | 0           | 0           | 0    | 0    | 8(5)      | 3         | 0        | 0        |
| 20     | HV      | Fábio             | 0              | 0              | 2      | 0      | 0             | 0             | 0           | 0           | 0    | 0    | 2         | 0         | 0        | 0        |
| 21     | HV      | Rafael            | 12(4)          | 1              | 2      | 0      | 5             | 0             | 2(2)        | 0           | 1    | 0    | 22(6)     | 1         | 5        | 0        |
| 22     | HV      | John O'Shea       | 20(10)         | 0              | 3(1)   | 0      | 6             | 1             | 12          | 1           | 1(1) | 0    | 42(12)    | 2         | 3        | 0        |
| 23     | HV      | Jonny Evans       | 16(1)          | 0              | 2(1)   | 0      | 5             | 0             | 6(1)        | 0           | 0(2) | 0    | 29(5)     | 0         | 4        | 0        |
| 24     | TV      | Darren Fletcher   | 25(1)          | 3              | 2(1)   | 0      | 0(1)          | 0             | 8           | 0           | 2(2) | 1    | 37(5)     | 4         | 6        | 1        |
| 25     | HV      | Danny Simpson     | 0              | 0              | 0      | 0      | 0             | 0             | 0           | 0           | 0    | 0    | 0         | 0         | 0        | 0        |
| 26     | TĐ      | Manucho           | 0(1)           | 0              | 0      | 0      | 0(2)          | 0             | 0           | 0           | 0    | 0    | 0(3)      | 0         | 0        | 0        |
| 27     | HV      | Mikaël Silvestre  | 0              | 0              | 0      | 0      | 0             | 0             | 0           | 0           | 0    | 0    | 0         | 0         | 0        | 0        |
| 28     | TV      | Darron Gibson     | 1(2)           | 1              | 2(1)   | 2      | 5(1)          | 0             | 1(1)        | 0           | 0    | 0    | 9(5)      | 3         | 1        | 0        |
| 29     | TM      | Tomasz Kuszczak   | 3(1)           | 0              | 0      | 0      | 2             | 0             | 2           | 0           | 0    | 0    | 7(1)      | 0         | 0        | 0        |
| 30     | TV      | Lee Martin        | 1              | 0              | 0      | 0      | 0             | 0             | 0           | 0           | 0    | 0    | 1         | 0         | 0        | 0        |
| 31     | TĐ      | Fraizer Campbell  | 1              | 0              | 0      | 0      | 0             | 0             | 0           | 0           | 0(1) | 0    | 1(1)      | 0         | 1        | 0        |
| 32     | TĐ      | Carlos Tevez      | 18(11)         | 5              | 3      | 2      | 5(1)          | 6             | 4(5)        | 2           | 4    | 0    | 34(17)    | 15        | 7        | 0        |
| 33     | TV      | Sam Hewson        | 0              | 0              | 0      | 0      | 0             | 0             | 0           | 0           | 0    | 0    | 0         | 0         | 0        | 0        |
| 34     | TV      | Rodrigo Possebon  | 0(3)           | 0              | 0(2)   | 0      | 3             | 0             | 0           | 0           | 0    | 0    | 3(5)      | 0         | 0        | 0        |
| 35     | TV      | Tom Cleverley     | 0              | 0              | 0      | 0      | 0             | 0             | 0           | 0           | 0    | 0    | 0         | 0         | 0        | 0        |
| 36     | HV      | David Gray        | 0              | 0              | 0      | 0      | 0             | 0             | 0           | 0           | 0    | 0    | 0         | 0         | 0        | 0        |
| 37     | HV      | Craig Cathcart    | 0              | 0              | 0      | 0      | 0             | 0             | 0           | 0           | 0    | 0    | 0         | 0         | 0        | 0        |
| 38     | TM      | Ron-Robert Zieler | 0              | 0              | 0      | 0      | 0             | 0             | 0           | 0           | 0    | 0    | 0         | 0         | 0        | 0        |
| 39     | HV      | James Chester     | 0              | 0              | 0      | 0      | 0(1)          | 0             | 0           | 0           | 0    | 0    | 0(1)      | 0         | 0        | 0        |
| 40     | TM      | Ben Amos          | 0              | 0              | 0      | 0      | 1             | 0             | 0           | 0           | 0    | 0    | 1         | 0         | 0        | 0        |
| 41     | TĐ      | Federico Macheda  | 2(2)           | 2              | 1      | 0      | 0             | 0             | 0           | 0           | 0    | 0    | 3(2)      | 2         | 2        | 0        |
| 42     | HV      | Richard Eckersley | 0(2)           | 0              | 0(2)   | 0      | 0             | 0             | 0           | 0           | 0    | 0    | 0(4)      | 0         | 0        | 0        |
| 43     | TV      | Davide Petrucci   | 0              | 0              | 0      | 0      | 0             | 0             | 0           | 0           | 0    | 0    | 0         | 0         | 0        | 0        |
| 44     | HV      | Ritchie De Laet   | 1              | 0              | 0      | 0      | 0             | 0             | 0           | 0           | 0    | 0    | 1         | 0         | 0        | 0        |
| 45     | TV      | Corry Evans       | 0              | 0              | 0      | 0      | 0             | 0             | 0           | 0           | 0    | 0    | 0         | 0         | 0        | 0        |
| 46     | TV      | Danny Drinkwater  | 0              | 0              | 0      | 0      | 0             | 0             | 0           | 0           | 0    | 0    | 0         | 0         | 0        | 0        |
| 47     | TV      | Matty James       | 0              | 0              | 0      | 0      | 0             | 0             | 0           | 0           | 0    | 0    | 0         | 0         | 0        | 0        |

## Chuyển nhượng
Người ra đi đầu tiên của United trong mùa giải 2008–09 là Chris Eagles, người đã ký hợp đồng với Burnley với mức phí không được tiết lộ vào ngày 29 tháng 7. Vào ngày 20 tháng 8, Mikaël Silvestre rời Arsenal (cũng với một khoản phí không được tiết lộ). Tám ngày sau, United cho ra mắt Dong Fangzhuo, và cùng ngày Dong ra đi (28/8), Louis Saha ký hợp đồng với Everton với mức phí không được tiết lộ.
Ba người đến trong mùa hè của United là cặp song sinh người Brazil Rafael da Silva và Fábio da Silva, người đã gia nhập câu lạc bộ Brazil Fluminense với mức phí không được tiết lộ, và tiền đạo Dimitar Berbatov, người đã trở thành người Bulgaria đầu tiên ký hợp đồng với Manchester United khi anh đến từ Tottenham Hotspur vào ngày cuối cùng của kì chuyển nhượng mùa hè.
Hai cầu thủ khác của United đến trong kỳ chuyển nhượng mùa đông là Zoran Tošić và Ritchie De Laet lần lượt đến từ Partizan và Stoke City vào đầu tháng Giêng. United cũng đã đạt được thỏa thuận ký Adem Ljajić từ Partizan, với cầu thủ trẻ này sẽ gia nhập vào tháng 1 năm 2010, nhưng vụ chuyển nhượng đã bị hủy bỏ vào tháng 12 năm 2009.

### Chuyển đến
| Ngày                    | Vị trí | Tên              | Chuyển đến từ     | Giá           |
| ----------------------- | ------ | ---------------- | ----------------- | ------------- |
| ngày 1 tháng 7 năm 2008 | HV     | Fábio            | Fluminense        | Không tiết lộ |
| ngày 1 tháng 7 năm 2008 | HV     | Rafael           | Fluminense        | Không tiết lộ |
| ngày 1 tháng 9 năm 2008 | TĐ     | Dimitar Berbatov | Tottenham Hotspur | £30.75m       |
| ngày 2 tháng 1 năm 2009 | TV     | Zoran Tošić      | Partizan          | Không tiết lộ |
| ngày 8 tháng 1 năm 2009 | HV     | Ritchie De Laet  | Stoke City        | Không tiết lộ |

### Chuyển đi
| Ngày                     | Vị trí | Tên              | Chuyển đến          | Giá                 |
| ------------------------ | ------ | ---------------- | ------------------- | ------------------- |
| ngày 29 tháng 7 năm 2008 | TV     | Chris Eagles     | Burnley             | Không tiết lộ       |
| ngày 20 tháng 8 năm 2008 | HV     | Mikaël Silvestre | Arsenal             | Không tiết lộ       |
| ngày 28 tháng 8 năm 2008 | TĐ     | Dong Fangzhuo    | Giải phóng hợp đồng | Giải phóng hợp đồng |
| ngày 28 tháng 8 năm 2008 | TĐ     | Louis Saha       | Everton             | Không tiết lộ       |

### Cho mượn
| Ngày cho mượn             | Ngày hết hạn              | Vị trí | Tên               | Chuyển đến          |
| ------------------------- | ------------------------- | ------ | ----------------- | ------------------- |
| ngày 1 tháng 7 năm 2008   | ngày 30 tháng 6 năm 2009  | TM     | Tom Heaton        | Cardiff City        |
| ngày 22 tháng 7 năm 2008  | ngày 17 tháng 1 năm 2009  | TĐ     | Febian Brandy     | Swansea City        |
| ngày 4 tháng 8 năm 2008   | ngày 30 tháng 6 năm 2009  | HV     | Danny Simpson     | Blackburn Rovers    |
| ngày 8 tháng 8 năm 2008   | ngày 30 tháng 6 năm 2009  | HV     | Craig Cathcart    | Plymouth Argyle     |
| ngày 13 tháng 8 năm 2008  | ngày 31 tháng 12 năm 2008 | TV     | Lee Martin        | Nottingham Forest   |
| ngày 1 tháng 9 năm 2008   | ngày 30 tháng 6 năm 2009  | TĐ     | Fraizer Campbell  | Tottenham Hotspur   |
| ngày 27 tháng 11 năm 2008 | ngày 25 tháng 2 năm 2009  | TM     | Ron-Robert Zieler | Northampton Town    |
| ngày 1 tháng 1 năm 2009   | ngày 30 tháng 6 năm 2009  | HV     | David Gray        | Plymouth Argyle     |
| ngày 5 tháng 1 năm 2009   | ngày 5 tháng 4 năm 2009   | TV     | Sam Hewson        | Hereford United     |
| ngày 16 tháng 1 năm 2009  | ngày 30 tháng 6 năm 2009  | TĐ     | Manucho           | Hull City           |
| ngày 16 tháng 1 năm 2009  | ngày 30 tháng 6 năm 2009  | TV     | Tom Cleverley     | Leicester City      |
| ngày 2 tháng 2 năm 2009   | ngày 2 tháng 3 năm 2009   | HV     | James Chester     | Peterborough United |
| ngày 2 tháng 2 năm 2009   | ngày 30 tháng 6 năm 2009  | TĐ     | Febian Brandy     | Hereford United     |